# スプリームコマンダー
スプリームコマンダー（Supreme Commander）は、2007年2月にアメリカのTHQ社が発売したSFリアルタイムストラテジーゲーム（RTS）。略称はSupCom。2007年4月現在、英語版のみ。
Gas Powered Gamesが開発を行い、『en:Total Annihilation』や『ダンジョン・シージ』を制作した クリス・テイラーがチーフデザインを担当した。

## 特徴
広大なマップを舞台に陸海空の兵器が数百機単位で大規模な総力戦を繰り広げるという、従来のリアルタイムストラテジーゲームとは一線を画すスケールの大きさが際立っている。
またインターフェースの特色として、マウスのホイールスクロールによる無段階のズームイン／アウト機能が挙げられる。これにより、マップ全体が収まるレベルからユニット1体の拡大まで素早く表示を切り替えることができ、全体の戦況把握と迫力ある戦闘シーンの表示を両立している。
なお、本作は1997年に発売されたRTS Total Annihilationの実質的な後継作と言われ、その特徴の多くを継承している。Total Annihilationは日本国内では殆ど知られていないものの、当時海外では『ウォークラフト』、『エイジ オブ エンパイア』、『コマンド&コンカー』と並ぶ4大RTSの1つと言われ、人気のあるタイトルである。

## ストーリー
舞台は西暦39世紀の遠い未来。宇宙に進出した人類はUEF、Cybran Nation、Aeon Illuminateの3つの派閥に分かれ、銀河の覇権を巡って千年にわたり戦争が続いている。プレイヤーは何れかの派閥の司令官となり、自軍を勝利に導いて戦争に終止符を打たねばならない。

## 登場派閥

### UEF（The United Earth Federation）
地球を本拠地とする軍事国家で、人類が3派閥に分裂する以前の統一国家Earth Empireの後裔。他の派閥を征服し、銀河を再統一することを目指している。
登場兵器のデザインテイストは現代兵器に最も近い。

### Cybran Nation
頭脳を半機械化したサイボーグ人間（Cybran）たちの派閥。天才科学者グスタフ・ブラックマン博士をリーダーとし、UEFからの解放と独立のために戦っている。
昆虫やクモをモチーフにしたようなデザインの兵器が多い。

### Aeon Illuminate
Seraphimと呼ばれる、高度な文明を持つ異星人と最初に接触した人々の子孫。SeraphimはEarth Empireに迫害されて絶滅したが、彼らの教義を信奉し、銀河を「浄化」することを目標としている。
異星文明を取り入れた、優雅で曲線的なデザインの兵器が特徴。

## ゲームモード

### キャンペーン
3派閥の何れかを選択し、ストーリーに沿って6つのミッションを戦っていく。1つのミッションの中にも幾つかの小目標があり、ゲーム展開に従って新たな作戦目標が追加されたり、作戦領域が広がったりしていく。自軍の勝利で戦争を終結させることが最終目標。

### スカーミッシュ
自由な設定でAIと対戦を行える。戦場のマップやAIの難易度、チーム分け、勝利条件、ユニット上限数などをカスタマイズ可能。

### マルチプレイ
「GPG.net」という対戦用のマッチングサービスを利用し、オンラインで2～8人での対戦ができる。